# Dysdercus obscuratus
Dysdercus obscuratus är en insektsart som beskrevs av William Lucas Distant 1883. Dysdercus obscuratus ingår i släktet Dysdercus och familjen eldskinnbaggar.

## Underarter
Arten delas in i följande underarter:
- D. o. obscuratus
- D. o. incertus